# Football Club Fleury 91

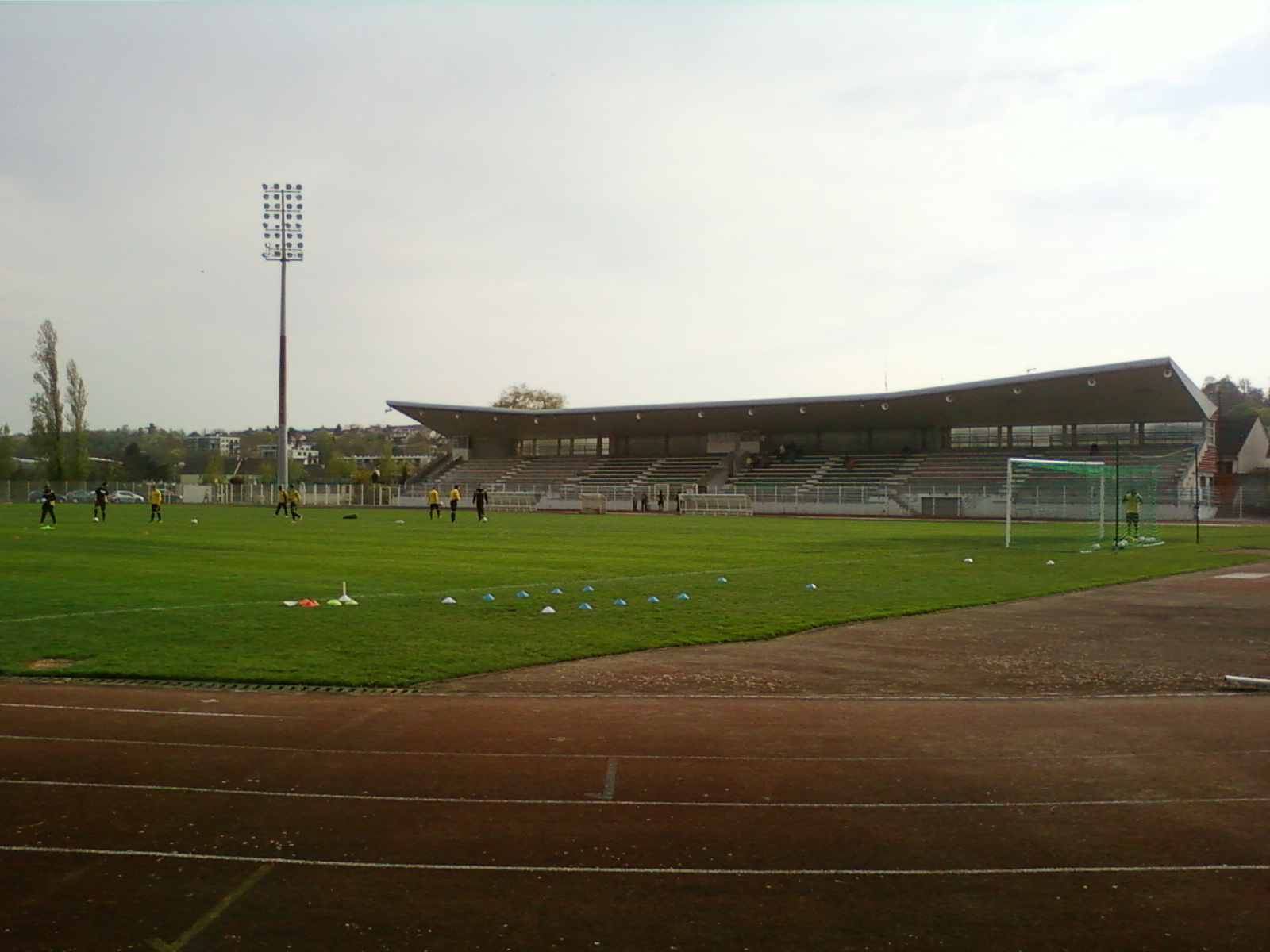
El Stade Henri-Longuet de Viry-Châtillon es la sede del club desde el año 2015.

El Football Club Fleury 91 corazón de Essonne es un equipo de fútbol de Francia que juega en el Championnat National, la tercera división de fútbol en el país.

## Historia
Fue fundado en el año 1970 en la ciudad de Fleury-Mérogis del departamento de Essonne en la región de Île-de-France con el nombre US Fleury-Merogis.
El equipo participó por primera vez a nivel nacional en la temporada 2011/12 al ascender al Championnat de France Amateur 2, y tres años más tarde logra el ascenso al Championnat de France Amateur, que es donde se encuentra actualmente.
En el año 2015 el club adopta el nombre que usa actualmente.

## Equipo Femenino
El club cuenta con equipo femenino más exitoso que su contraparte masculina. El club femenino logró en 2017 ascender hasta la máxima categoría del futbol femenino francés, la Division 1 Féminine. Desde entonces ha logrado mantenerse en esa categoría.

## Palmarés
- CFA2 - Grupo G: 1[1]

2014
- Division Supérieure Régionale: 1[2]

2007
- Division d'Honneur Régionale: 1[2]

2006